# Ferdinand Grimm (Finanzfachmann)
Ferdinand von Grimm (seit 1919 eigentlich Ferdinand Grimm; * 15. Februar 1869 in Wien; † 8. November 1948 in Bad Kreuzen, Oberösterreich) war ein österreichischer Finanzfachmann und Finanzminister. 

## Leben
Ferdinand von Grimm, Sohn eines höheren Staatsbeamten, studierte an der Universität Wien und promovierte 1893 zum Dr. jur. Während seines Studiums wurde er 1888 Mitglied des Vereins deutscher Studenten Ostmark Wien (seit 1921 Akademische Burschenschaft Ostmark Wien). Er trat in den Staatsdienst, und wurde nach anfänglicher Verwendung im Zolldienst am 19. Jänner 1898 in das Finanzministerium überstellt, 1912 wurde er Ministerialrat, 1917 Sektionschef, wo er als Präsidialist eine bedeutende Stellung einnahm. Er war Finanzberater des Hauses Habsburg und Finanzlehrer des zukünftigen Kaisers Karl I. und wurde dafür nobilitiert.
Er war von 21. November 1918 bis 15. März 1919 zunächst Unterstaatssekretär für Finanzen und vom 20. November 1920 bis 7. Oktober 1921 Finanzminister. Hierauf kehrte er auf den Posten eines Präsidial-Sektionschefs zurück. 1924 übernahm er die Kreditsektion, wobei der sich mit der Bankenkrise im Zuge der Frankenspekulation auseinanderzusetzen hatte. Im selben Jahr wurde ihm die herausragende Stellung eines Ministerialdirektors eingeräumt, welche er bis zu seiner Pensionierung im Jahre 1931 ausfüllte. Als dienstältestem Sektionschef oblag ihm die unmittelbare Unterstützung des jeweiligen Finanzministers.
Ab 1921 war er auch Präsident des Kreditinstituts für öffentliche Unternehmungen und Arbeiten. Ihm wird ein Anteil an Ignaz Seipels Sanierungswerk zugerechnet. Er bekleidete eine Reihe weiterer Wirtschaftsfunktionen, so war er etwa ab 1925 Vizepräsident der Radio Verkehrs AG und in den Jahren 1932/33 Präsident der Großglockner Hochalpenstraßen AG. Grimm war Unterstützer der illegalen nationalsozialistischen Bewegung und wurde auch NSDAP-Mitglied.
Grimm war verheiratet und hatte drei Kinder. Er wurde am Wiener Zentralfriedhof bestattet.